# Băilești
Băilești város Dolj megyében, Olténiában, Romániában. A város 57 km-re található Craiovától, és 18 km-re a Dunától, a megye déli részen. A városon halad keresztül a Balasan és a Saraceaua folyó.

## Történelem
A város neve, a "Băilă" személynévből ered, aki pásztorkodással foglalkozott, és téli pihenőhelyet alakított ki a környéken a családjának és az állataiknak.
A várost, dokumentumokban, először 1536-ban említik, Radu Paisie uralkodása alatt.
1818-ban egy csata helyszíne, a törökök veszítettek itt csatát az oroszok ellen.
1907-ben parasztfelkelés színhelye volt, melyet rövid idő alatt vérbefojtottak.
A település 1920-ban városi rangot kap, majd 2001-ben municípium lett.

## Lakosság
A 2002-es népszámlálás alapján a város lakossága 22 231, ebből:
- Román: 18,599 lakos - 92,61%
- Roma: 1,463 lakos - 7,28%
- Bolgár: 6 lakos - 0,02%
- Német: 4 lakos - 0,01%
- Magyar: 1 lakos - 0,0%
- Lipovár: 1 lakos - 0,0%
- Szerb: 1 lakos - 0,0%
- Olasz: 1 lakos - 0,0%
- Más: 7 lakos - 0,03%

## Híres emberek
- Amza Pellea (1931–1983) - színész
- Marcel Iureș (1951–) - színész
- Petre Anghel (1944–) - író
- Adriana Nicoleta Nechita-Olteanu (1983–) - kézilabdázó, jelenleg a Râmnicu Valcea román csapat játékosa